# José Luis Martín Descalzo
José Luis Martín Descalzo (* 27. August 1930 in Madridejos, Provinz Toledo, Spanien; † 11. Juni 1991 in Madrid) war ein spanischer Priester, Dichter, Journalist und Übersetzer.

## Leben

### Familie und Herkunft
José Luis Martín Descalzo war das jüngste von vier überlebenden Kindern von Valeriano Martín und Pepita Descalzo (ein fünftes Kind war nach der Geburt gestorben). Als er drei Jahre alt war, zog seine Familie nach Astorga. Sein Vater, ein aus Valladolid stammender Beamter der Justizverwaltung, war dorthin versetzt worden. José Luis Martín Descalzo empfand Astorga zeit seines Lebens als seine Heimat; Eindrücke aus Astorga spiegeln sich in mehreren seiner Romane.

### Jugend und Studium
Schon früh reifte in José Luis Martín Descalzo der Wunsch, Priester zu werden, vielleicht bestärkt durch das Vorbild eines Onkels, der Priester war. Im Alter von zwölf Jahren trat er in das Kleine Seminar in Astorga ein, später wechselte er in das Kleine Seminar in León. Das anschließende Studium der Philosophie absolvierte er im Priesterseminar in Valladolid.
Aufgrund seiner Begabung wurde er – mit einem Stipendium der Stadt Valladolid – für das Spanische Kolleg in Rom nominiert. Er schloss sich einem Kreis literarisch interessierter Alumnen an und gründete mit Freunden, darunter Luis Alonso Schökel SJ (1920–1998) und Antonio Montero Moreno, die Zeitschrift Estría del Colegio Español, in der er erste Texte veröffentlichte. 1952 erlangte er an der Gregoriana das Lizentiat der Theologie. Der erhoffte Dispens für eine Priesterweihe im Alter von nur 21 Jahren wurde ihm nicht erteilt. Er schloss deshalb ein Aufbaustudium der Geschichte an, das er mit seinem zweiten Lizentiat (im Fach Geschichte) abschloss. Am 19. März 1953 wurde er zum Priester geweiht.

### Rückkehr nach Spanien
Da in seinem Bistum zunächst keine Stelle für den Jungpriester frei war, war Martín Descalzo übergangsweise Kaplan bei Ordensschwestern in Tournon-sur-Rhône (Südfrankreich), auch um sein Französisch zu verbessern. Von 1954 bis 1960 war er Dozent für Spanische Literatur am Priesterseminar in Valladolid. Dort gründete er auch eine Theatergruppe für Kammerspiele. Zudem war er Subsidiar in der Pfarrei Santiago in Valladolid.
In den Jahren als Dozent am Priesterseminar in Valladolid veröffentlichte Martín Descalzo mehrere Gedichtbände und Erzählungen. 1955 erschien sein autobiographisches Buch Un cura se confiesa (deutsch: Bekenntnis eines jungen Priesters, 1960). Es erregte Aufsehen und wurde in acht Sprachen übersetzt.

### Journalist
Mit 24 Jahren begann Martín Descalzo seine Laufbahn als Journalist. Für die Tageszeitung El Norte de Castilla schrieb er die wöchentliche Kolumne „Cosas de Dios“, seit 1958 schrieb zudem für die Tageszeitung Ya. Binnen weniger Jahre wurde er zu einem der meistgelesenen Kolumnisten der spanischen Presse.
1960 stellte sein Bischof ihn für als Dozent an der Gregoriana frei. Nach seiner Rückkehr aus Rom schrieb er für die in Bilbao erscheinende Tageszeitung La Gaceta del Norte. Außerdem nahm er ein weiteres Aufbaustudium auf, und zwar im Fach Journalismus an der Escuela Oficial de Periodismo in Madrid. 1966 schloss er es mit seinem dritten Lizentiat ab. Sein Studium unterbrach er für die Berichterstattung vom Zweiten Vatikanischen Konzil. Die Gaceta del Norte hatte ihn 1962 als ihren Korrespondent nach Rom entsandt. Seine Berichte wurden von zahlreichen Zeitungen in Spanien und in Lateinamerika nachgedruckt und prägten das Bild des Konzils in der spanischsprachigen Ländern. Nach einer jeden Sitzungsperiode erschien eine Auswahl seiner Berichte als Buch unter dem Titel Un periodista en el Concilio, insgesamt vier Bände (je ein Band für die vier Sitzungsperioden).
1966 trat er in die Redaktion der Tageszeitung ABC in Madrid ein, für die er mehr als zwei Jahrzehnte lang arbeitete. Zunächst war er für den Bereich „La Iglesia en el mundo de hoy“ (Kirche und Welt heute) verantwortlich, dann für die wöchentliche Literaturbeilage „Sabado Cultural“. 1976 wurde er Leiter des Feuilletons von ABC, 1987 Leiter der Redaktion „Sociedad“ (Gesellschaft). Durch seine tägliche Kolumne in ABC war er im Spanien der 1970er und 1980er Jahre eine der einflussreichen Stimmen. Seine Leser schätzten – neben seinem Humor – insbesondere die Artikel, in denen er seine Leseerfahrungen mit Romanen und philosophischen Werken schilderte und sie gewissermaßen zu „Mitlesern“ machte. Er verstand es, anspruchsvolle Themen in einfacher Sprache verständlich dazulegen, ohne zu vereinfachen, – in die Sprache der Straße zu übertragen („traducir al lenguaje de la calle“), wie er zu sagen pflegte. Seit 1980 war er einer der Herausgeber von ABC.
„Nebenher“ war er Chefredakteur der Zeitschriften Vida Nueva (von 1968 bis 1975) und Blanco y Negro (von 1978 bis 1981) sowie Mitherausgeber der Biblioteca de Autores Cristianos. Seit 1982 gestaltete er die religiöse Sendereihe Pueblo de Dios von Radiotelevisión Española (RTVE).
Martín Descalzo galt als „cura progre“ („cura progresista“, fortschrittlicher Pfarrer), womit nicht gemeint war, dass er politisch links stand, sondern dass er als Priester alles andere als „hochwürdenhaft“ auftrat, dass er sich vor und nach dem Ende der Franco-Diktatur dafür einsetzte, die Verknöcherungen der katholischen Kirche zu überwinden, und dass er mit vielen linksstehenden Intellektuellen befreundet war. Beeindruckt war er vor allem von den Schriften des Philosophen und Soziologen José Luis López-Aranguren Jiménez. Nach der Ermordung Óscar Romeros, den damals viele in der spanischen Hierarchie als „roten Bischof“ abwerteten, war Martín Descalzo einer ersten in Spanien, die Erzbischof Romero einem Heiligen nannten. Zahlreiche Aufsätze widmete er dem Leben und dem Werk des hl. Johannes vom Kreuz.
Neben seiner publizistischen Arbeit war Martín Descalzo Subsidiar und Seelsorger in der Pfarrei Santa María de la Caridad in Madrid.
Seine letzten Lebensjahre wurden durch schwere Krankheiten geprägt. Seine ältere Schwester Ángeles (1926–2007), die dem Orden der Esclavas del Sagrado Corazón de Jesús angehörte, pflegte ihn. Angesichts des Todes schrieb Martín Descalzo die Gedichte, die in dem Band Testament des einsamen Vogels veröffentlicht wurden, der zu einem seiner bekanntesten Werke wurde. Allein im Jahr der Erstveröffentlichung 1991 erschienen 13 Auflagen. Einige dieser Gedichte, wie das Sonett La luz tras tanta noche oscura, werden in Spanien und in Lateinamerika immer wieder bei Beerdigungen und Trauerfeiern rezitiert.
José Luis Martín Descalzo wurde in Valladolid beigesetzt.

## Literarisches Werk
Martín Descalzo veröffentlichte, kleinere Gedichtbände mitgerechnet, mehr als 70 Bücher. Seine Bücher und Theaterstücke wurden ins Baskische, Dänische, Deutsche, Englische, Französische, Italienische, Kroatische, Niederländische, Norwegische, Polnische, Portugiesische und Schwedische übersetzt. Sein erfolgreichster Roman war La frontera de Dios (deutsch: Die Grenze Gottes, 1958), der in neun Sprachen übersetzt wurde.
Sein erfolgreichstes Schauspiel war das Einpersonenstück Las prostitutas os precederán en el Reino de los Cielos (Die Prostituierten kommen eher ins Reich Gottes als ihr), eines der in Spanien meistaufgeführten Stücke in den 1980er Jahren. Bei den Aufführungen in Madrid wurde es von Elisa Montés gespielt. Für das Teatro de la Zarzuela adaptierte er einige klassische Stoffe, vor allem von Lope de Vega (u. a. Fuenteovejuna).
Einige seiner Gedichte wurden vertont, unter anderen von Pipo Prendes und von Francisco Palazón.
Nach seinem Tode ließ – von einer kleinen treuen Lesergemeinde abgesehen – das Interesse an seinem literarischen Werk allmählich nach. Seine geistlichen Schriften hingegen werden auch im 21. Jahrhundert immer wieder aufgelegt. Mehrere Bände wurden aus seinem Nachlass herausgegeben.

## Ehrungen
- 1952: Premio Ínsula de poesía für Seis sonetos del alba
- 1953: Premio Naranco de Novela Corta für Diálogos de cuatro muertos
- 1956: Premio Nadal für La frontera de Dios
- 1959: Premio Ausiàs March für Essayistik für Personajes bíblicos y literatura (als Schreibstipendium für die Dauer eines Jahres)
- 1962: Premio teatral de autores für La hoguera feliz
- 1967: Premio Alba de Tormes de poesía für Seis sonetos eucarísticos
- 1967: Premio de poesía Concha Espina für La tentación de María
- 1969: Premio Ramón Godó Lallana (Conde de Godó) für Journalismus
- 1971: Premio de Manos Unidas für seine Reportagen aus dem Nahen Osten und aus Indien
- 1975: Premio Hucha de Plata de Narraciones Cortas für seine Kurzgeschichten
- 1975: Premio Luca de Tena für Journalismus
- 1976: Premio Ramón Cunill
- 1977: Premio González-Ruano de Periodismo
- 1978: Premio José María Pemán für Segundo juicio a Galileo
- 1985: Premio de poesía Rafael Morales für El joven Dios
- In seiner Heimatstadt Madridejos ist die Avenida José Luis Martín Descalzo nach ihm benannt.

## Premio Martín Descalzo
In Erinnerung an José Luis Martín Descalzo wurde von 2000 bis 2008 der Premio Martín Descalzo für Journalismus vergeben.

## Schriften (Auswahl)

### Romane
- Diálogo para cuatro muertos. 1954.
- La frontera de Dios. 1956.
- (unter dem Pseudonym Martín Azcárate) El hombre que no sabía pecar. 1960.
- Lobos, perros y corderos. 1978.
- El demonio de media tarde. 1982.

### Lyrik
- Fábulas con Dios al fondo. 1957.
- Camino de la cruz. 1959.
- Querido mundo terrible. 1970.
- Apócrifo. 1975.
- Apócrifo del domingo. 1982.
- Lo que María guardaba en su corazón. 1985.
- El joven Dios. 1986.
- Apócrifo de María. 1990.
- Testamento del pájaro solitario. 1991.
- Nacido de mujer. 1992 (posthum).

### Erzählungen
- Fray Juan de la Mano Seca. 1957 (außerdem als Drehbuch für den gleichnamigen Film von Ismael Merlo, 1966).
- San José García (gesammelte Erzählungen und Kurzgeschichten). 1959.
- Por un mundo menos malo (gesammelte Erzählungen). 1960.
- Siempre es Viernes Santo (gesammelte Erzählungen). 1963.
- Los once testigos (eine Geschichte über das Geschehen am Gründonnerstag). 1963.
- Paco y su gata. 1983.

### Biographisches
- El verdadero rostro de María Rafols (über die sel. María Rafols Bruna). 1981.
- Tarancón, el cardenal del cambio (über Kardinal Vicente Enrique y Tarancón). 1982.
- Teresa de Jesús y sus descalzos. Escritos sobre el Carmelo (über Teresa von Ávila und Johannes vom Kreuz). Herausgegeben von Antonio Martínez Serrano. 2015.

### Autobiographisches
- Un cura se confiesa. 1955.

### Geistliche Schriften
- Si Cristo volviera. 1956.
- Cortesía con Dios. 1957.
- Las ocho locuras de Cristo (über die Seligpreisungen). 1959.
- Dios es alegre. 1971.
- La Iglesia, nuestra hija. 1972.
- Reihe Razones … 1984–2000.
  - Razones para la esperanza. 1984.
  - Razones para la alegría. 1985.
  - Razones para el amor. 1986.
  - Razones para vivir. 1990.
  - Razones desde la otra orilla. 1991.
  - Razones para la esperanza. 1993 (posthum).
  - Las razones de su vida. 2000 (posthum).
  - Gesamtausgabe unter dem Titel Mil razones. 2003.
  - Razones para iluminar la enfermedad. 2009 (posthum).
- Vida y misterio de Jesús de Nazaret. 1986.
  - Bd. 1: Los comienzos.
  - Bd. 2: El mensaje.
  - Bd. 3: La cruz y la gloria.
  - Vida y misterio de Jesús de Nazaret. Gesamtausgabe in einem Band. 1989.
- Diálogos de pasión. 1991.
- El sermón de las siete palabras. 1994 (posthum).
- Diálogos de María Magdalena. 2006 (posthum).
- Para mí la vida es Cristo. El sacerdote que habla a sus hermanos. Antología de textos escritos para el programa „Pueblo de Dios“ (TVE). 2009 (posthum).
- 201 razones para creer. Con una fe arriesgada, gozosa y comprometida. 2012 (posthum).

### Schauspiele
- La hoguera feliz (über Jeanne d’Arc). 1962.
- A dos barajas. Requien en dos actos. 1972.
- El segundo juicio de Galileo. 1978 (Uraufführung u. a. mit Victoria Abril).[20]
- Las prostitutas os precederán en el reino de los cielos. 1984.
- El peregrino, 2001 (posthum).

### Gesammelte journalistische Arbeiten
- Un periodista en el concilio. Vier Bände. 1962–1965.
- Reconciliación entre españoles. 1970.
- Así escribía en los 50 años de „Vida Nueva“. 2008 (posthum).

### Gesammelte Filmkritiken
- Experiencia prematrimonial. 1972.
- Un hombre como los demás. 1975.

### Zur Kirchengeschichte
- El Concilio de Juan y Pablo. Documentos pontificios sobre la preparación, desarrollo e interpretación del Vaticano II. 1967.
- Encuentros con Pablo VI. 1968.
- Todo sobre el concordato. 1971.

### Übersetzungen
Martín Descalzo übersetzte zahlreiche literarische und geistliche Texte ins Spanische, u. a. die Prières (Gebete) von Michel Quoist und Le Mystère de la charité de Jeanne d’Arc von Charles Péguy. Zusammen mit José Jiménez Lozano gab er die spanischen Übersetzungen der Schriften von Charles Péguy heraus. Aus dem Englischen übersetzte er das Musical Godspell von John-Michael Tebelak und Stephen Schwartz.

### Bücher in deutscher Übersetzung
- Die Grenze Gottes. Roman. Übersetzt von Bruno Geuter. Butzon & Bercker, Kevelaer 1958.
- Bekenntnis eines jungen Priesters. Übersetzt von Ursula von Colbe. Matthias-Grünewald-Verlag, Mainz 1960 und Sankt-Benno-Verlag, Leipzig 1968.
- Testament des einsamen Vogels. Letzte Lyrik. Übersetzt und kommentiert von Franz Niedermayer. Tyrolia-Verlag, Innsbruck 1993, ISBN 3-7022-1885-8.